# Tombola Podcast
Tombola Podcast är ett svenskt poddradioprogram som görs av Carl Stanley och Marcus Berggren och publiceras en gång i veckan. Det första avsnittet publicerades den 19 mars 2016. Stanley och Berggren tar upp två inskickade ämnen i veckan och har ibland med gäster. Återkommande sådana är Filip Hjelmér, Henrik Nyblom och Niklas Runsten. Runsten är även den som varje vecka klipper avsnitten.